# I'm Just a Kid
I'm Just a Kid — дебютний сингл французького-канадського поп-панку гурту Simple Plan написаний П'єром Був'є та виданий 19 лютого 2002 року на Atlantic Records. Вперше з’явився на дебютному студійному альбомі колективу No Pads, No Helmets... Just Balls. Пісню також можна почути у фільмах Скейтбордисти, Гуртом дешевше та Крутий хлопець.

## Список пісень
1. "I'm Just a Kid (Single Version)"
2. "One By One"
3. "Grow Up"

## External links
- Сторінка альбому на AllMusic